# Cyclops fischeri
Cyclops fischeri is een eenoogkreeftjessoort uit de familie van de Cyclopidae. De wetenschappelijke naam van de soort is voor het eerst geldig gepubliceerd in 1874 door Poggenpol.